# Synagoga Nowa w Tarnowie
Synagoga Nowa w Tarnowie – nieistniejąca synagoga, która znajdowała się w Tarnowie, na rogu ulic Nowej i Waryńskiego.

## Historia
Budowa synagogi rozpoczęła się około 1865 roku, lecz wkrótce z powodu braku środków finansowych wstrzymano prace na kilkadziesiąt lat. Prace budowlane ostatecznie ukończono w 1908 roku. Projektantem synagogi był architekt Władysław Ekielski.
Synagoga została uroczyście otwarta 18 sierpnia 1908 roku w dzień urodzin cesarza Franciszka Józefa I, przez co oficjalnie nazywana była synagogą im. Franciszka Józefa I lub Jubileuszową. Była największą żydowską świątynią w mieście. Synagoga została podpalona w 9 listopada 1939 roku. Pożar trwał 3 dni, lecz konstrukcja się nie zawaliła. Kilka dni później została wysadzona w powietrze.
We wrześniu 1993 roku Komitet Opieki nad Zabytkami Kultury Żydowskiej w Tarnowie ufundował tablicę pamiątkową na budynku przy rogu ulic Nowej i Waryńskiego. Napis w językach polskim i angielskim głosi: „W tym miejscu stała największa synagoga zwana Nową”.

## Architektura

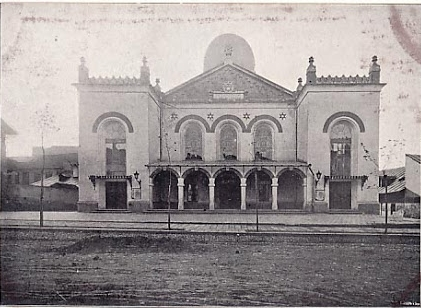
Widok elewacji frontowej

Murowany gmach synagogi wzniesiono na planie prostokąta. Jej najbardziej charakterystycznym elementem była baniasta złota kopuła, która górowała nad miastem. W trójnawowej sali głównej, nawy boczne były oddzielone od głównej rzędem zdobionych kolumn. Ściana frontowa i ołtarzowa zwieńczone były trójkątnym wystającym murem. Podobny mur wieńczył ryzality boczne, kryjąc dachówką pokryty dwuspadowy dach. Nad nawami bocznymi znajdowały się galerie dla kobiet.
Na wschodniej ścianie znajdował się zdobiony Aron ha-kodesz, a na środku bima, wydzielona kutą barierką ustawioną w czworokąt, na którego narożach stały lampy. Najbardziej okazałym ozdobnikiem synagogi były wielkie żyrandole oświetlające nawę główną.
Obecnie po synagodze zachował się jedynie fragment kolumny, która jest elementem pomnika na pobliskim cmentarzu żydowskim.